# 9 februarie
ianuarie • februarie • martie  • aprilie  • mai  • iunie  • iulie  • august  • septembrie  • octombrie  • noiembrie  • decembrie
9 februarie este a 40-a zi a calendarului gregorian. Mai sunt 325 de zile până la sfârșitul anului (326 de zile în anii bisecți).

## Evenimente

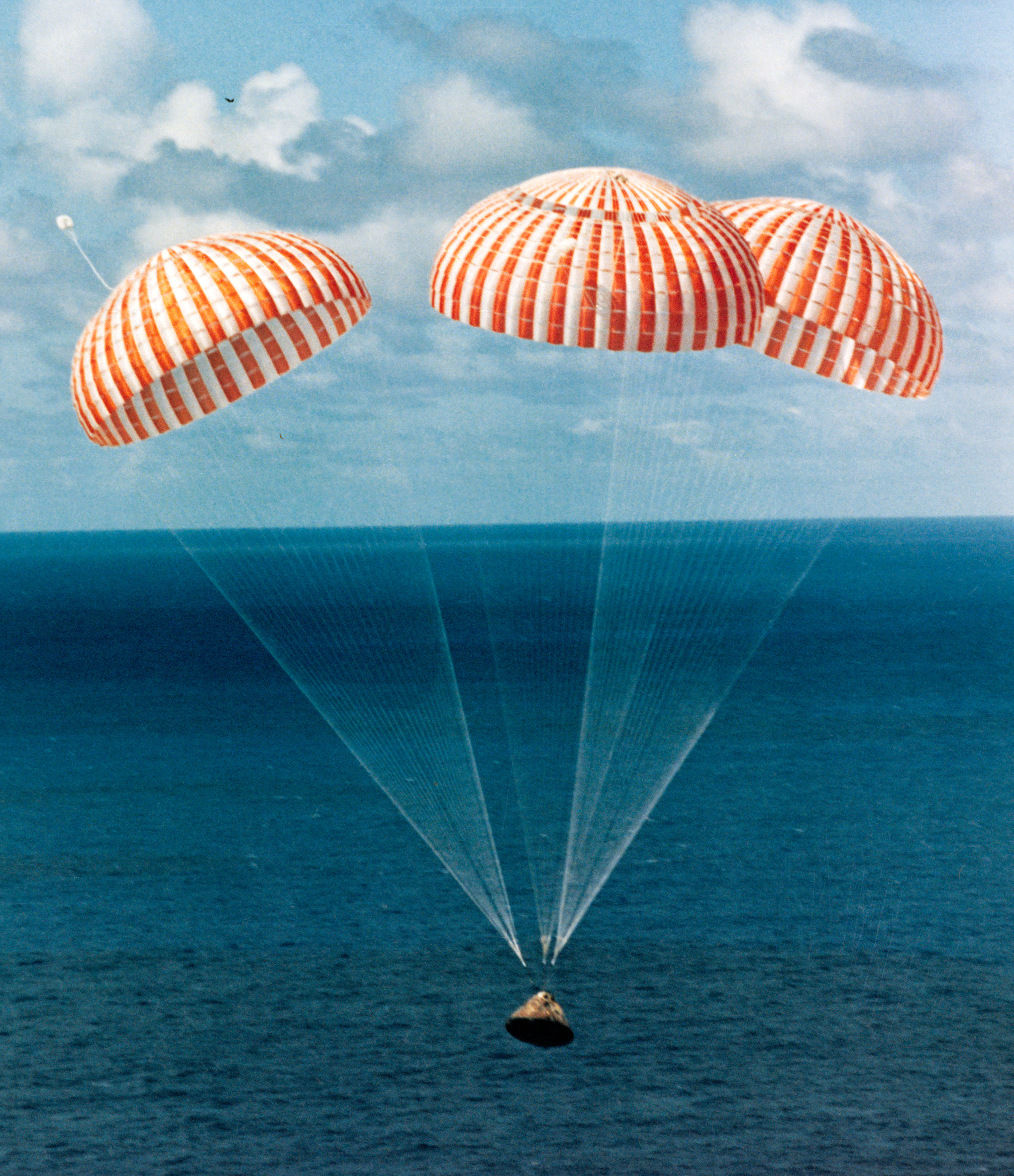
1971: Apollo 14 se întoarce pe Pământ după o misiune pe Lună.

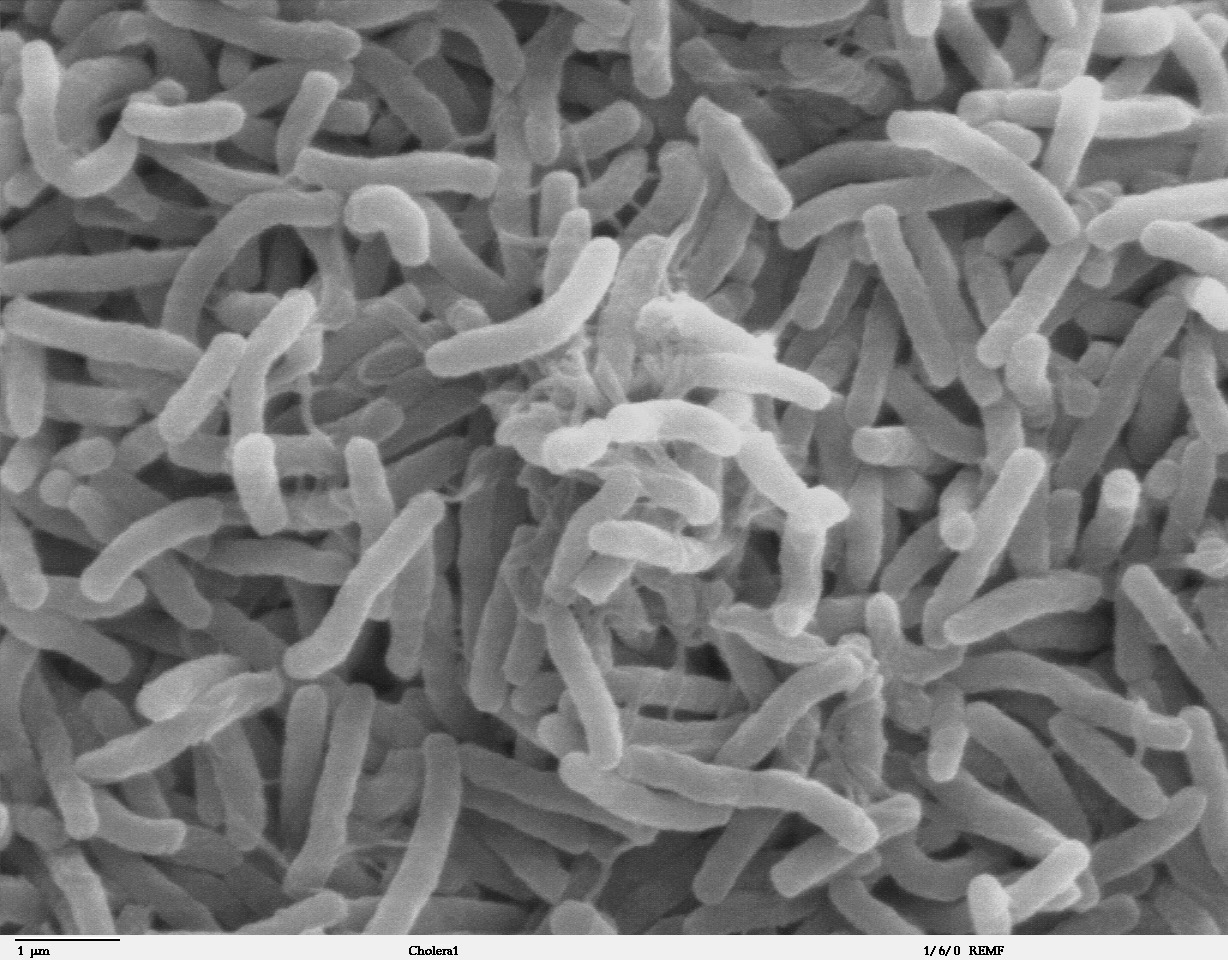
1991: În timpul epidemiei de holeră, guvernul peruan numește o urgență națională. Acest lucru nu poate împiedica răspândirea epidemiei în Ecuador, Columbia, Mexic și Nicaragua. Din cei aproximativ 400.000 de pacienți mor aproximativ 12.000.

- 1621: Grigore al XV-lea devine papă.
- 1801: Pacea de la Luneville confirmă tratatul de la Campoformio (octombrie 1797), semnat de Austria și Franța; Franța recunoaște anexarea Țărilor de Jos și pretențiile franceze asupra malului stâng al Rinului.
- 1861: Războiul Civil American: Jefferson Davis a fost ales președinte al Statelor Confederate ale Americii.
- 1904: Flota japoneză atacă pe neașteptate fortareața rusă Port-Arthur. Începe războiul ruso-japonez (1904-1905), încheiat prin tratatul de pace de la Portsmouth (1905).
- 1919: România și Polonia au stabilit relații diplomatice.
- 1929: S-a încheiat, la Moscova, între URSS, România, Letonia și Estonia, un acord prin care statele semnatare se obligau să pună în aplicare Pactul Briand-Kellogg, de renunțare la război ca instrument de politică națională, încă înainte de ratificarea lui de către toate statele. Peste 10 ani, Rusia invada Finlanda, Estonia, Letonia, Polonia și Basarabia.
- 1934: Semnarea, la Atena, de către reprezentanții României, Iugoslaviei, Greciei și Turciei a Pactului Înțelegerii Balcanice (cu un protocol și o anexă secretă), care stipula, printre altele, că statele semnatare "își garantează mutual securitatea frontierelor balcanice" și "își iau obligația de a nu întreprinde nici o acțiune politică față de alt stat balcanic nesemnatar al pactului fără avizul mutual prealabil al celorlalți semnatari și de a nu lua nici o obligație față de oricare alt stat balcanic fără cunoștința prealabilă a celorlalte părți". Inițial a fost concepută ca un pact în cinci, însă Bulgaria a refuzat oferta. (Guvern Gheorghe Tătărescu, ministru de Externe Nicolae Titulescu).
- 1945: S-a descoperit o mare cantitate de arme și muniții (ascunse cu aprobarea vicepreședintelui Consiliului de Miniștri, Petru Groza, și a subsecretarului de stat de la Interne, Virgil Stănescu) ce urmau a fi folosite într-o eventuală lovitură de forță pentru instaurarea unui guvern comunist. Existența acestui depozit contrazicea declarația stângii politice, că nu dorea o lovitură de stat, ci continuarea programului.
- 1945: Se promulgă Legea pentru epurarea presei, care prevedea sancționarea cu admonestare scrisă, suspendarea activității între 6 luni și 5 ani și interzicerea definitivă de a lucra în presă pentru acei ziaristi, publiciști și colaboratori ai presei care înainte de 23 august 1944 s-au pus în slujba hitlerismului sau a fascismului, au fost stipendați de către puterile Axei pentru propagandă în favoarea politicii lor, au îndemnat la acte de teroare, schingiuiri și omoruri.
- 1953: În Franța apare colecția Livre de poche, care a cunoscut un succes remarcabil.
- 1959: Japonia anunță renunțarea totală la armele nucleare.
- 1969: Primul zbor de încercare al unui Boeing 747.
- 1971: Apollo 14 se întoarce pe Pământ după o misiune pe Lună.
- 1977: Postul de radio, Europa Liberă, a transmis scrisoarea deschisă prin care scriitorul Paul Goma se solidariză cu protestatarii anti-comuniști ai Chartei 77 din Cehoslovacia. A fost „actul de naștere” al dizidenței românești.
- 1991: În timpul epidemiei de holeră, guvernul peruan numește o urgență națională. Acest lucru nu poate împiedica răspândirea epidemiei în Ecuador, Columbia, Mexic și Nicaragua. Din cei aproximativ 400.000 de pacienți mor aproximativ 12.000.
- 1995: Alain Delon, actor, regizor și producător francez, primește "Ursul de aur" pentru întreaga sa carieră, la Festivalul de film de la Berlin.
- 1998: La Tbilisi, Gruzia, Eduard Șevardnadze supraviețuiește atentatului îndreptat asupra lui.
- 2001: Reprezentanții Bisericii Catolice, Luterane și Reformate s-au reunit pentru a analiza problema indulgențelor, pentru prima oară de la marea schismă din 1517.
- 2022: s-a anunțat relansarea posturilor TV al SRTV: TVR Cultural și TVR Info.

## Nașteri
- 1409: Constantin al XI-lea, ultimul împărat bizantin (d. 1453)
- 1699: Étienne Jeaurat, pictor francez (d. 1789)
- 1763: Ludovic I, Mare Duce de Baden (d. 1830)
- 1773: William Henry Harrison, al 9-lea președinte al SUA (d. 1841)
- 1775: Farkas Bolyai, matematician maghiar din Transilvania (d. 1856)
- 1783: Vasili Jukovski, poet rus (d. 1852)
- 1815: Federico de Madrazo y Kuntz, pictor spaniol (d. 1894)
- 1817: Eugenio Lucas Velázquez, pictor spaniol (d. 1870)
- 1830: Abdülaziz, sultan otoman (d. 1876)

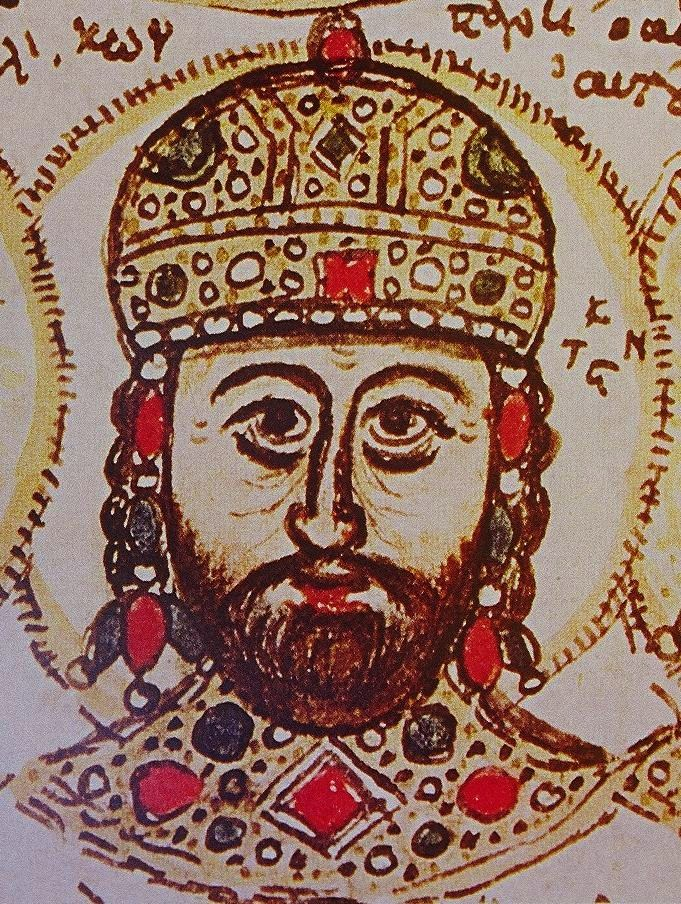
Constantin al XI-lea, ultimul împărat bizantin
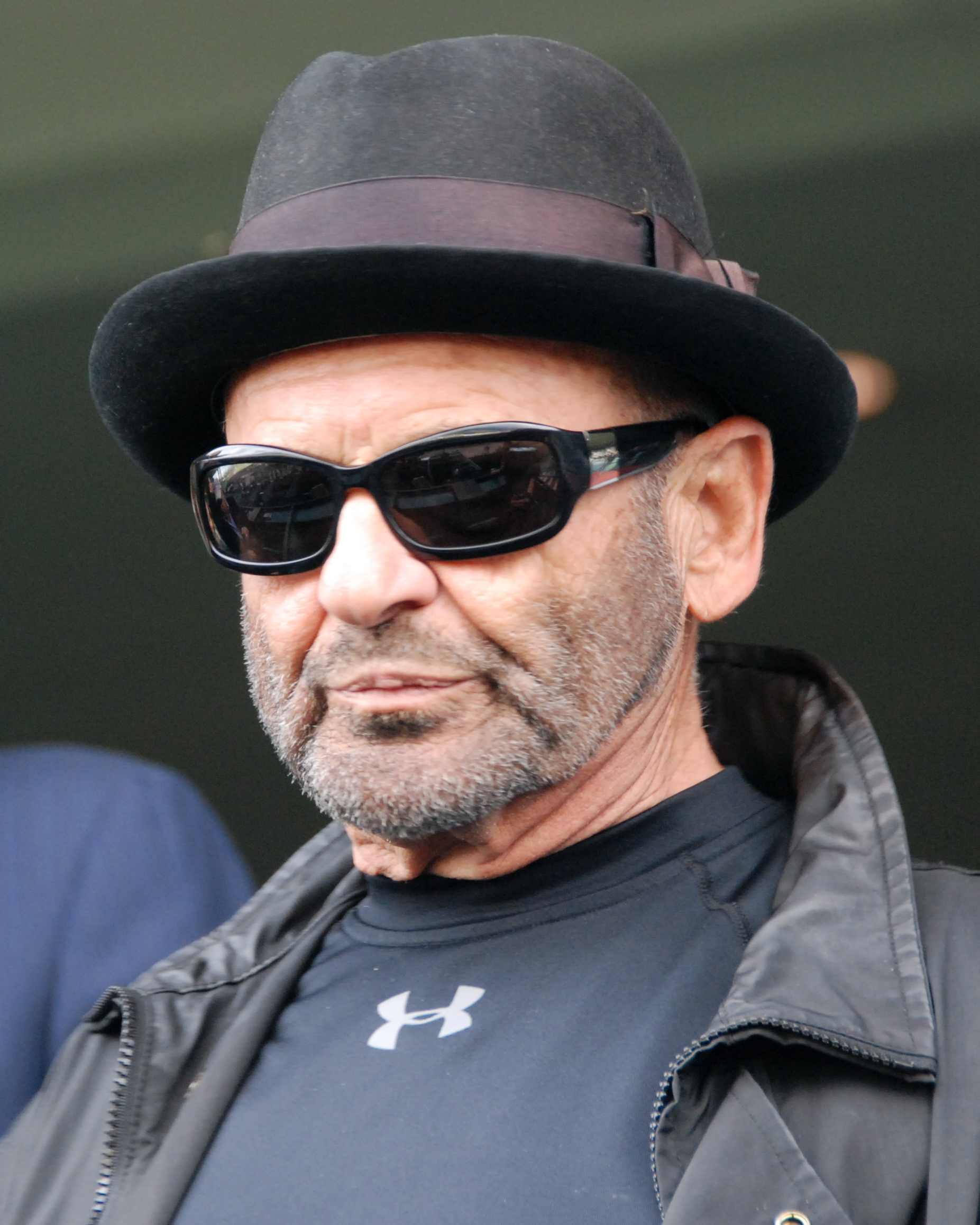
Joe Pesci, actor american
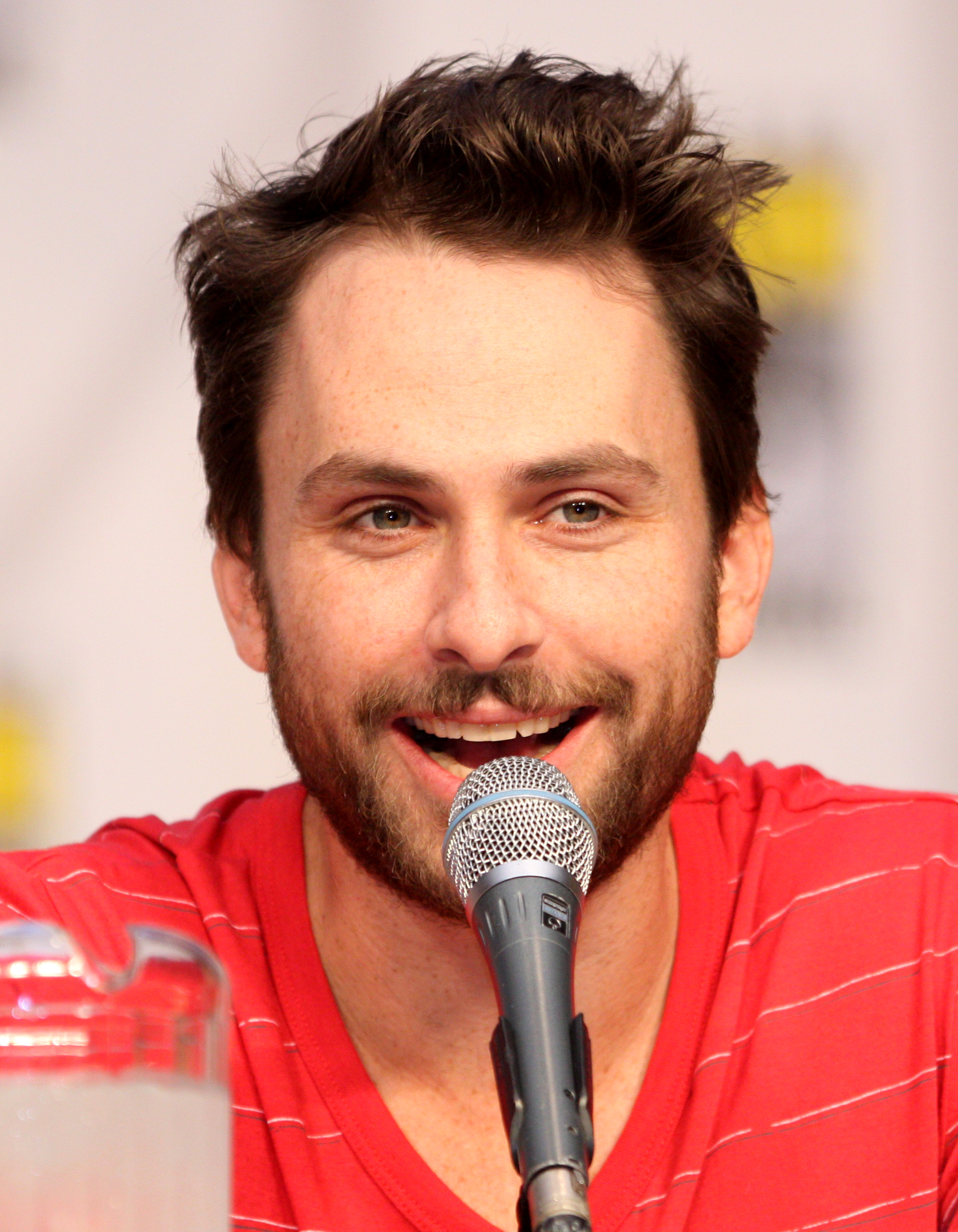
Charlie Day, actor american

- 1885: Alban Berg, compozitor austriac (d. 1935)
- 1903: Silvia Șerbescu, pianistă română (d. 1965)
- 1908: Cicerone Theodorescu, poet român (d. 1974)
- 1910: Jacques Monod, biochimist, laureat Nobel (d. 1976)
- 1917: Oleg Danovski, balerin român (d. 1996)
- 1931: Thomas Bernhard, scriitor austriac (d. 1989)
- 1933: Amita Bhose, important eminescolog străin, prima traducătoare a lui Mihai Eminescu în bengali (d. 1992)
- 1940: John Maxwell Coetzee, scriitor sud-african, laureat Nobel
- 1943: Joe Pesci, actor american
- 1945: Mia Farrow, actriță americană
- 1967: Gaston Browne, prim-ministru al Antigua și Barbuda (2014-prezent)
- 1976: Ionela Târlea-Manolache, atletă română
- 1981: Tom Hiddleston, actor britanic
- 1986: Ciprian Tătărușanu, fotbalist român
- 1990: Alina Bercu, pianistă română
- 1996: Kelli Berglund, actriță americană
- 2021: August Brooksbank, fiul prințesei Beatrice de York și al lui Jack Brooksbank

## Decese
- 0978: Luitgarda de Vermandois, nobilă franceză (n. 914)
- 1011: Bernard I de Saxonia (n. 950)
- 1450: Agnès Sorel, metresa regelui Carol al VII-lea al Franței (n. 1421)
- 1612: Vincenzo I, Duce de Mantua (n. 1562)
- 1640: Murad al IV-lea, sultan al Imperiului Otoman (n. 1612)
- 1670: Frederick al III-lea al Danemarcei și al Norvegiei (n. 1609)
- 1709: François Louis, Prinț de Conti, general francez (n. 1664)
- 1759: Louise Henriette de Bourbon, ducesă de Orléans (n. 1726)
- 1824: Ana Ecaterina Emmerich,  călugăriță a ordinului Augustinian (n. 1774)
- 1874: Jules Michelet, istoric francez (n. 1798)

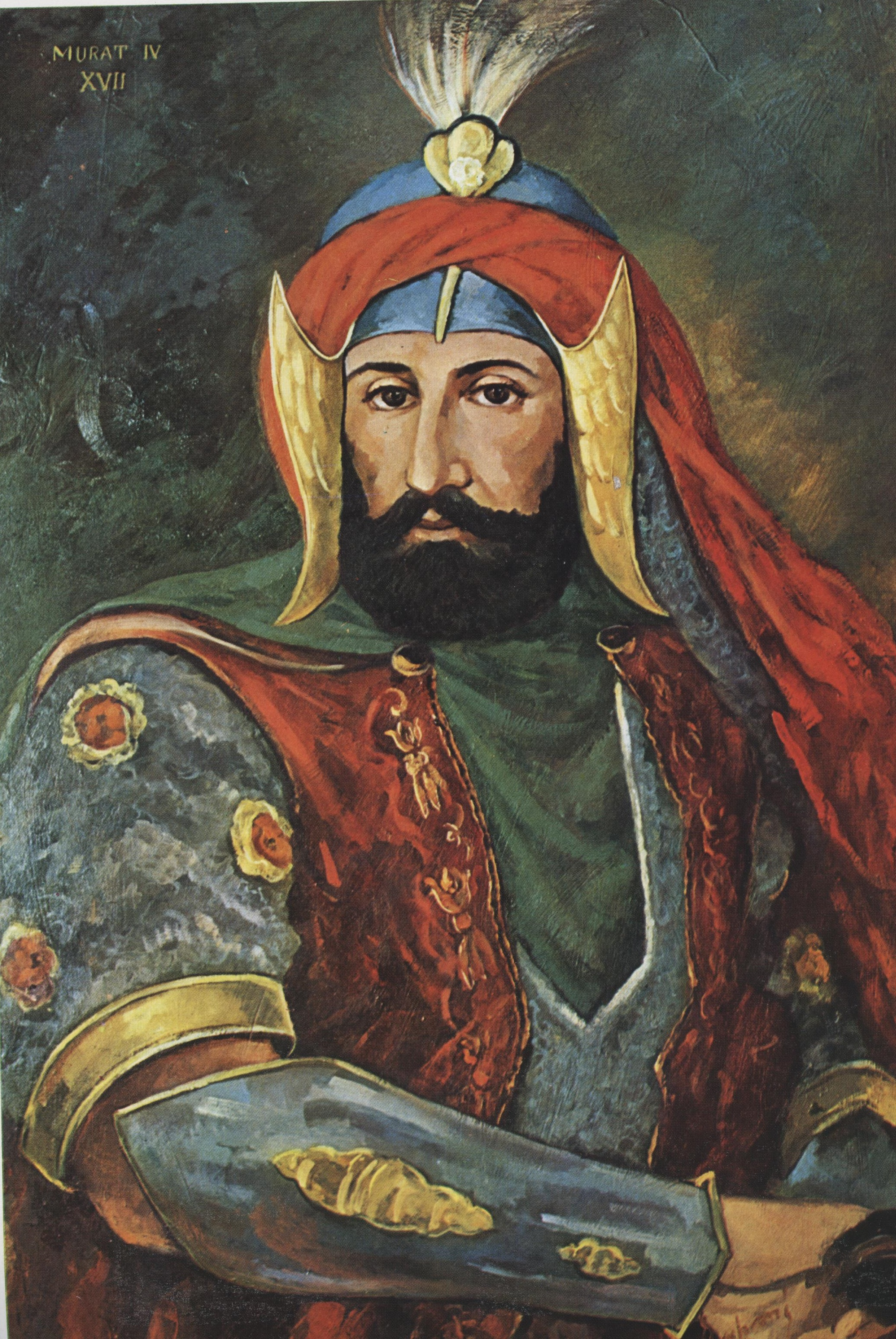
Murad al IV-lea, sultan al Imperiului Otoman
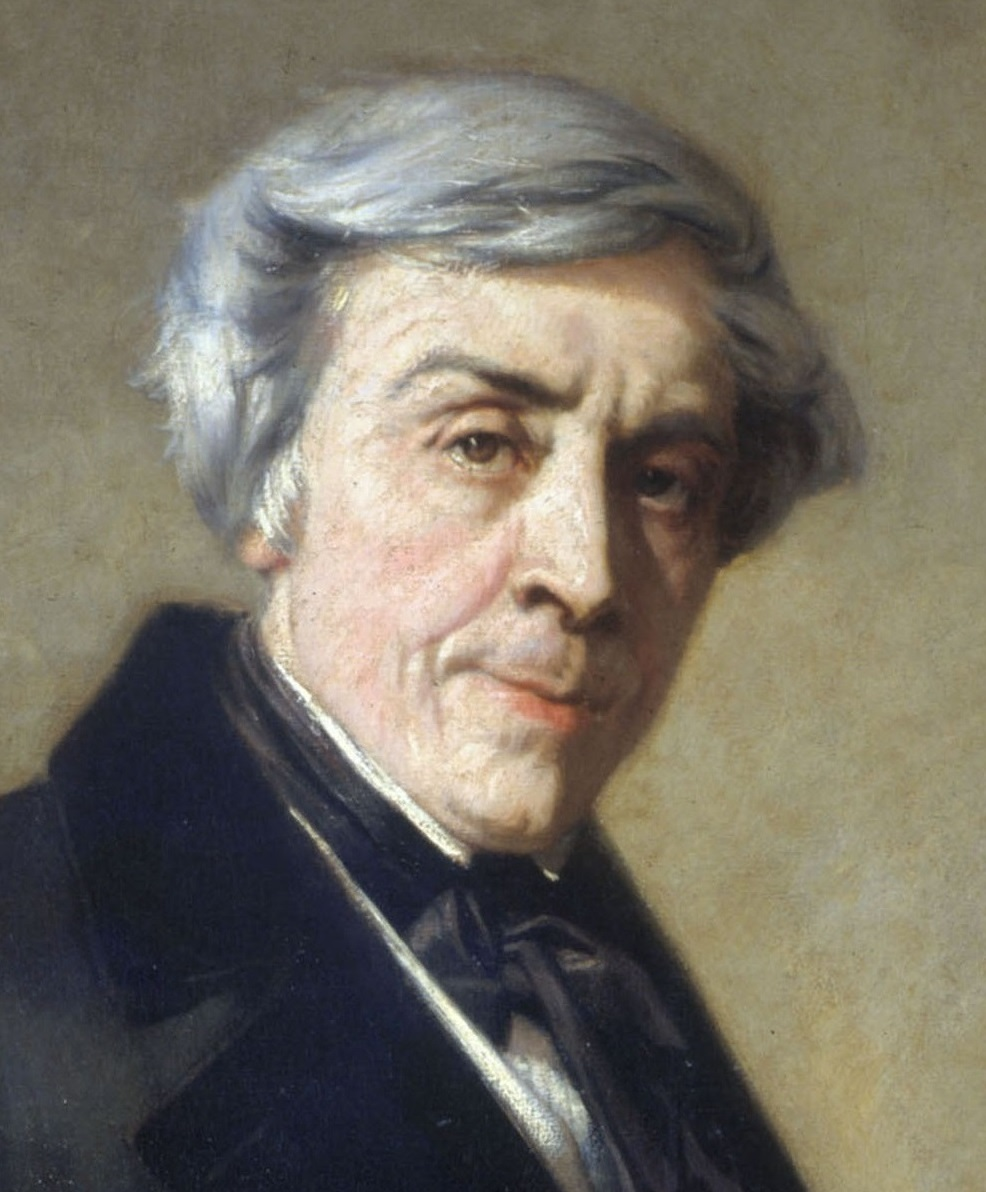
Jules Michelet, istoric francez
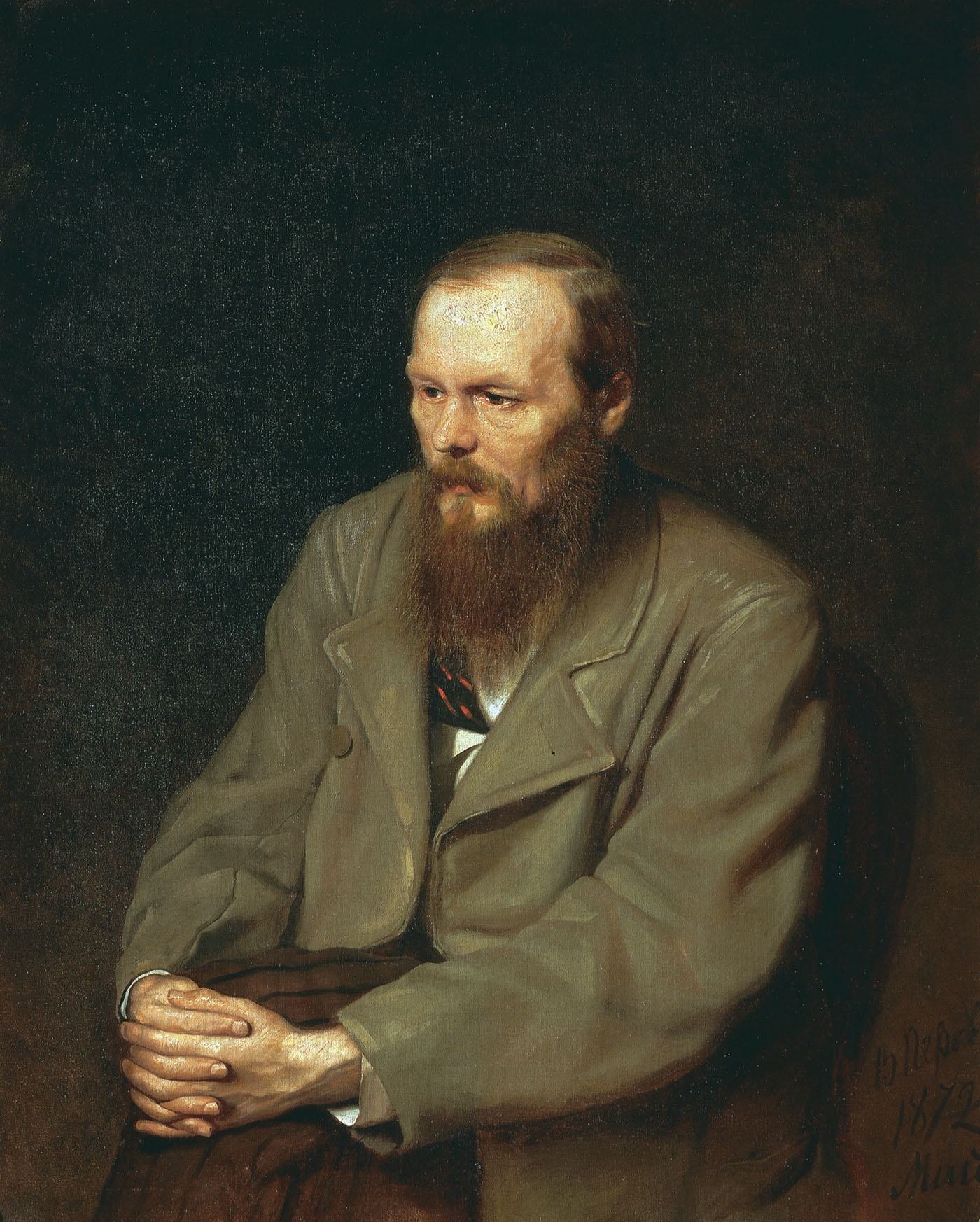
Fiodor Dostoievski, scriitor rus

- 1881: Fiodor Mihailovici Dostoievski, scriitor rus (n. 1821)
- 1897: Luis de Madrazo, pictor spaniol (n. 1825)
- 1953: Élisabeth Sonrel, artistă franceză (n. 1874)
- 1957: Miklós Horthy, amiral maghiar și regent al Ungariei (1920-1945), (n. 1868)
- 1964: Ștefan Hălălău,  militar, colonel al armatei române (n. 1893)
- 1966: Kaspar Muth, politician șvab bănățean, președinte al PGR (n. 1876)
- 1979: Dennis Gabor, fizician și inventator maghiar (n. 1900)
- 1981: Bill Haley, cântăreț, compozitor, textier, actor, dirijor și chitarist american, autorul primei piese rock and roll, Crazy Man Crazy (n. 1925)
- 1984: Iuri Andropov, secretar general al Partidului Comunist al Uniunii Sovietice (n. 1914)
- 1991: Florin Mugur, poet român (n. 1934)
- 1994: Gherasim Luca, poet și prozator român, aderent la mișcarea de avangardă, stabilit la Paris (n. 1913)
- 1996: Adolf Galland, general german al forțelor aeriene ale Germaniei Naziste (n. 1912)
- 2002: Prințesa Margareta, sora reginei Elisabeta a II-a a Regatului Unit (n. 1930)
- 2005: Ana Pop-Corondan, interpretă de folclor și romanțe (n. 1922)
- 2006: Ron Greenwood, fotbalist și antrenor englez de fotbal (n. 1921)
- 2010: Romulus Bărbulescu, critic literar, dramaturg, eseist român  (n. 1925)
- 2016: Alexandru Vulpe, istoric și arheolog român, membru corespondent al Academiei Române (n. 1931)
- 2017: Radu Gabrea, regizor și scenarist român (n. 1937)
- 2021: Chick Corea, pianist american (n. 1941)
- 2021: Valeria Gagealov, actriță română de teatru, film, radio, televiziune și voce (n. 1931)
- 2022: Ian McDonald, muzician poli-instrumentist englez (King Crimson) (n. 1946)

## Sărbători
- Ziua internationala a stomatologului
- Ziua internationala a Pizzei